# Стимулус
Стимулус је спољашња или унутрашња драж која може изазвати неку чулну, психолошку или социјалну реакцију. С обзиром на разноврсност стимулуса као и на изражену субјективност реакција, неопходно је водити рачуна о психолошком или социјалном контексту реакције појединих клијената.